# حنين تميم
حنين ماهر تميم هي لاعبة كرة قدم لبنانية، من مواليد 5 أبريل 2000، تلعب لفريق الكلية الأمريكي لاندر بيركاتس، وحاصلة على شهادة في التغذية وعلم التغذية من الجامعة الأمريكية في بيروت.
بدأت لعب كرة القدم في سن مبكرة في أكاديمية نادي بيروت للبنين. ثم انضمت إلى أكاديمية بيروت لكرة القدم (BFA)، حيث ظهرت لأول مرة في الدوري اللبناني لكرة القدم للسيدات.

## الإحصائيات

### الأهداف الدولية
| #. | التاريخ        | المكان                                           | الخصم   | الهدف | النتيجة | المسابقة                          | المصدر |
| -- | -------------- | ------------------------------------------------ | ------- | ----- | ------- | --------------------------------- | ------ |
| 1  | 7 يناير 2019   | ملعب الشيخ علي بن محمد آل خليفة، المحرق، البحرين | البحرين | 1–0   | 2–3     | بطولة اتحاد غرب آسيا للسيدات 2019 | [ 2 ]  |
| 2  | 11 يناير 2019  | ملعب الشيخ علي بن محمد آل خليفة، المحرق، البحرين | الأردن  | 1–3   | 1–3     | بطولة اتحاد غرب آسيا للسيدات 2019 | [ 3 ]  |
| 3  | 15 يناير 2019  | ملعب الشيخ علي بن محمد آل خليفة، المحرق، البحرين | فلسطين  | 1–0   | 3–0     | بطولة اتحاد غرب آسيا للسيدات 2019 | [ 4 ]  |
| 4  | 24 أكتوبر 2021 | ملعب دولين أومورزاكوف، بيشكك، قرغيزستان          | غوام    | 1–0   | 3–0     | تصفيات كأس آسيا للسيدات 2022      | [ 5 ]  |
| 5  | 24 أكتوبر 2021 | ملعب دولين أومورزاكوف، بيشكك، قرغيزستان          | غوام    | 3–0   | 3–0     | تصفيات كأس آسيا للسيدات 2022      | [ 5 ]  |
| 6  | 21 يوليو 2023  | ملعب طرابلس البلدي، طرابلس، لبنان                | فلسطين  | 1–0   | 2–1     | مباراة ودية                       | [ 6 ]  |
| 7  | 21 يوليو 2023  | ملعب طرابلس البلدي، طرابلس، لبنان                | فلسطين  | 2–0   | 2–1     | مباراة ودية                       | [ 6 ]  |

## روابط خارجية
- حنين تميم على موقع قاعدة بيانات كرة القدم.إي يو (الإنجليزية)
- حنين تميم على موقع كووورة